# 風雅和歌集
『風雅和歌集』（ふうがわかしゅう、風雅集）は、室町時代（南北朝時代）に北朝で成立した勅撰和歌集。二十一代集のうち、17番目の歌集である。全20巻、全2211首。光厳上皇親撰・花園法皇監修。京極派歌風を採る。

## 概要
康永3年（1344年）10月、光厳院がかねてより室町幕府に申し入れていた勅撰集編纂の沙汰が、室町幕府より公式に奏上され、康永4年（1345年）4月10日に、光厳院親撰・花園院監修にて撰集作業が開始された。
貞和2年（1346年）11月9日、花園院の健康的不安により、完成前に竟宴が催された。貞和5年（1349年）秋ごろ完成したと見られる。名付けて『風雅和歌集』。王道が正しく行われている時の和歌を集成した歌集という意味が込められている。
『風雅和歌集』は、京極派歌風を採った歌集であり、『玉葉和歌集』を継承しつつ、その歌境をさらに深め、京極派和歌の集大成と評価されているが、観応の擾乱以降京極派歌壇が壊滅したことで長らく異端の歌集として冷遇されていた。
ところが、近代に至ると『玉葉和歌集』とともに再評価がなされ、現在『風雅和歌集』は、『新古今和歌集』以後の中世和歌史上、最も注目すべき歌集との評価が確立している。

## 成立

### 成立前史
乾元2年（1303年）、京極為兼とその主君であり持明院統の伏見院らのグループは、革新的な歌風である京極派を確立させた。さらに正和元年（1312年）、伏見院下命のもと、京極為兼撰にて、京極派の特性を宣揚する『玉葉和歌集』が成立した。
伏見院は晩年、自身の皇子である後伏見院と花園院に対し、和歌を振興すべきことをさとし、さらに後伏見院に対しては、今後勅撰集編纂のことがあれば、伏見院の中宮で京極派随一の歌人でもある永福門院と前関白鷹司冬平に相談すべきことを言い遺していた。崩御直前も、将来必ずもう一度、京極派の勅撰集を編纂するように言い遺していた。
伏見院の崩御後、政権は大覚寺統に移ったが、紆余曲折を経て持明院統の朝廷である北朝が開かれ、亡き後伏見院の皇子である光厳院（上皇）が治天の君となる。
北朝にて、撰集の直接的な契機となったのは、伏見院崩御後に京極派歌壇を主導していた永福門院の死であった。光厳院の服喪が明けた直後より、持明院殿（光厳院の御所）にて、歌会・歌合が活発に催されるようになる。伏見院の遺志を受け継ぎ、勅撰集の編纂を強く意識していた永福門院の死は、その実現を光厳・花園両院に深く促した。

### 撰集の発企
康永2年ごろより、光厳院は室町幕府に勅撰集編纂の沙汰を申し入れていたが、幕府は即答せず、康永3年10月に足利直義が院参した際に、話し合いの機会が設けられ、直義は異論の無い旨を返答し、後日幕府は正式な文書を以って奏上した。
ところが、撰集の沙汰はすぐには公表されなかった。春日神木の入洛のためである。この際光厳院は、今回は春日神木の入洛の際は出仕を憚るべき藤原氏ではなく、「御自撰」（上皇自身が編纂する）であるから、春日神木に構わず公表してもよいのではないかと洞院公賢に諮問した。公賢はなお慎重にすべきであることを進言しているが、この「御自撰」の文言からこの勅撰集が光厳院親撰であることがわかる。花園院監修のもとでの光厳院親撰は、当初からの方針であったと考えられている。

### 撰集の開始
康永4年（1345年）4月10日、撰集作業が開始された。光厳院親撰・花園院監修であったが、その助人として正親町公蔭・二条為基・冷泉為秀が寄人に置かれた。
勅撰集への入集を望む者は、武家は武家執奏の勧修寺経顕、その他は院執事である洞院公賢と寄人の冷泉為秀を通じて和歌を提出するように定めた。
貞和2年（1347）4月25日、撰集の材料とするために、「応制百首」が下命された。詠進を命じられた32人に光厳・花園両院を加えて34人が詠進した。この中には、従来応制百首が命じられてこなかった武家の足利尊氏・足利直義兄弟も含まれている。『貞和百首』と称されるこの応制百首のうち、徽安門院一条と足利尊氏のものが伝存している。

### 風雅和歌集の成立
貞和2年の春ごろ、正本の清書は尊円法親王が担当することが決まり、貞和2年10月17日、この勅撰集の題名が『風雅和歌集』と決定した。
王道が正しく行われている時の和歌を集成した歌集という意味であるが、花園院は一般的な意味である「詩歌・文章の道」の意味にしか理解されないことを危惧していた。それにも関わらず『風雅和歌集』としたのは、元来花園院が題名として考えていた、王道が正しく行われている時の和歌を集成した歌集という意味の「正風」（せいふう）が、一般には意味が難解であり、また呉音だと「傷風」（しょうふう）に通じるという事情があったためである。
同月11日までに花園院による真名序と仮名序が完成。いずれも、撰者である光厳院の立場から記したもので、花園院快心の作である。
貞和2年11月9日、持明院殿にて風雅集の竟宴が行われる。本来は全巻の完成を以って行われるべきであったが、花園院の健康面での不安により、両序と春上一巻の完成を以って催された。
その後も編纂作業は続けられ、貞和3年9月28日には四季部が完成し草稿本が光厳院に提出された。同年10月ごろまでに旅・恋・賀部も完成したと見られ、貞和4年（1348年）11月に花園院の崩御もあったが、貞和5年8月ごろに全巻が完成したと考えられている。

## 特色
風雅集では、南朝の『新葉集』に比べて、血なまぐさい事件までもありのままに記しているという特色がある。例えば、当代では、建武の乱での贈答歌や石津の戦いでの戦勝を祝う歌なども挿入され、前代では、治承・寿永の乱にて平資盛を失った建礼門院右京大夫の歌を多数採り、保元の乱での配流先で詠まれた崇徳院の御製や、承久の乱の配流先で詠まれた後鳥羽院の御製なども採っている。それまでは、流罪となった者が配流先で詠んだ歌は不吉として挿入されないのが原則であったから、その点で風雅集は進歩的である。
武士の和歌も多数採られており、尊氏や直義といった最高位の武士だけでなく、五位級の武士の和歌も採られ、なかには、「命をば かろきになして もののふの 道より重き 道あらめやは」と最初に武士道を詠んだとされる和歌も採られている。また、風雅集巻第17の冒頭12首は光厳院の治世に関する述懐詠であるが、そのなかに、光厳院詠とともに「民」を思う為政者の歌として直義の「しづかなる 夜半の寝覚めに 世の中の 人のうれへを おもふくるしさ」が採られており、これは前例のない点で注目される。
所収傾向としては、花・時鳥・月・雪の歌をもっとも多く掲載するという伝統は風雅集でも継承されているが、風雅集では花・雪・月の次に山家の歌が多く採られている。玉葉集では花・月・雪に次ぐのは海であり、この違いから窺える玉葉集と風雅集の性格の違いは、玉葉集が開放的であり、風雅集が求心的な点である。
一般的性格としては、風雅集の当代歌人は、冬の題材を多くとりあげ、冬の自然の中の寂しさや、厳しい自然を好んだとされている。その自然に関しても、暁闇・朝明・夕闇・月明・斜陽・霧・雨などのなかで、対象を凝視することを好んだ。風雅集の自然観照には、光・時・動きが感じられ、感覚的に研ぎ澄まされており、主観的表現はほとんど使用せずに対象に対する求心的な追求がなされている点が特色である。
また風雅集は、他の勅撰集にはない特異な歌材を好んで用いているという特徴を有するが、こうした歌材は漢詩の影響を受けたものであり、漢詩的隠遁、隠逸の境地を象徴するものであるという。平安以降の歌人からはあまり注目されていなかった陶淵明や、宋代の漢詩からの影響も指摘されている。

## 評価とその変遷
風雅集は、京極派和歌の全容が集大成されたものであった。しかし、直後に発生した観応の擾乱によって、京極派を主導していた光厳院が政治的権力を喪失したことで、京極派歌壇は壊滅した。
こうして、風雅集は玉葉集とともに「玉葉・風雅」と一括にされ、長らく「異端の歌集」として冷遇され続けた。
ところが、近代に至り、この2集の自然詠が近代短歌にも通ずる美を有していると再評価がなされた。この2集を評価したのは、与謝野鉄幹、折口信夫、土岐善麿などである。そして現在風雅集は、『新古今和歌集』以後の中世和歌史上、最も注目すべき歌集との評価が確立している。
また、アール・マイナーとロバート・H・ブラウワーは風雅集を、「この歌集は、おそらく偉大な宮廷和歌集の最後のものと考えられる」("this anthology may be considered the last of the great collections of Court poetry")としている。
風雅集の歌風について国文学者である岩佐美代子は、「風雅集は玉葉集の祖述継承に違いないが、歌境を更に深め、内観性において特に沈潜した哲学的境地にまで至っている。為兼・伏見院の志した歌風は、ここに見事に完成した」と評価している。

## 構成
次田・岩佐 1979に基づく。
- 序文
  - 真名序
  - 仮名序
- 巻第一　春歌上
- 巻第二　春歌中
- 巻第三　春歌下
- 巻第四　夏歌
- 巻第五　秋歌上
- 巻第六　秋歌中
- 巻第七　秋歌下
- 巻第八　冬歌
- 巻第九　旅歌
- 巻第十　恋歌一
- 巻第十一　恋歌二
- 巻第十二　恋歌三
- 巻第十三　恋歌四
- 巻第十四　恋歌五
- 巻第十五　雑歌上
- 巻第十六　雑歌中
- 巻第十七　雑歌下
- 巻第十八　釈教歌
- 巻第十九　神祇歌
- 巻第二十　賀歌

## 序文
風雅集は、真名序と仮名序を備えている。古今集以後、両序を備えているのは、『古今集』・『新古今集』・『続古今集』・『新続古今集』と風雅集の5集のみである。これらの歌集の序文は、古今集以来、優れた天子の治世には優れた詩歌が多く詠まれ、また詩歌の繁盛で天下と国家の繁栄がもたらされるという思想（政教主義的文学観）を継承しており、風雅集はひときわ和歌の政教性を明確に主張している。
風雅集の序文は、花園院が下命者兼撰者である光厳院の立場で、花園院自らの考えを述べたものである。この点で、過去の集のなかでもっともすっきりとした形となった。花園院の生涯の学研・思索の粋を傾けた力作であり、歴代の序のなかでも異彩を放つ格調高い作品となっている。
真名序の本文は次の通りである（岩佐 & 2002(1), pp. 3–10より引用）。
| 夫和歌者、氣象充塞乾坤、意想範圍宇宙。渾沌未割、其理自存。人物既生、其製遂著。風雲草木之起於機感也、萬彙入雅興之端。思慮哀楽之発於景趣也、一心為諷喻之本。吟詠性情、美刺政教。難波津之什者天子之徳也、聖人之風始被一朝。淺香山之辞者、采女之戲也、賢者之化已及四方。倩憶吾朝之元由、自諧二南之餘裕者乎。 （現代語訳）そもそも和歌の表現するところは、現象的には天地間のすべてを満たし、思想的には全宇宙をその範疇としている。天地の初め、陰陽のまだ分かれていない時から、その原理は天然に存在していたが、人間が生れ出てのち、その形が遂に明らかになった。風雲草木が人の心奥に感応するや、万物すべてが風雅の興のいとぐちとなり、思想感情が事物に触発されるや、その心が人生を諷喻する根本となる。生来の感情をうたい出し、政治道徳をほめ、そしる。「難波津」の歌は天子の徳を讃えたものである。これにより、聖人の教えがはじめて天下に弘まった。「浅香山」の歌は采女の機知即興である。これにより、賢者の教化がすでに諸地方に行き渡った。こうした我が国の和歌の由来を深く考えてみると、期せずして聖人賢者の治のもとにあった古えの周南・召南の豊かな趣に通い、調和するものと言えよう。 而世迄澆漓、人趣浮華。不知和歌之実義、偏以為好色之媒。近代之弊、至於益巧益密、惟以綺麗彫刻為事、竊古語假艷詞、修飾而成之、還暗乎大本。或以鄙俚庸俗之語、直述拙意、不知風躰所在。並以不足観者也。淳風質朴情理之本、孰不據此。而暗於態度而猥取之者、非述作之意。閑情巧辞華麗之美、何以加旃。而牽於興味而苟好之者、失雅正之躰。又風采倣高古、難兼含蓄之情、句法欲精微、易入細砕之失。勁直則成怒張之気、妖艷亦有懦弱之病。論其躰裁、不遑毛挙。乃如文質互備意句共到者、冝忘言得旨、豈假筆舌盡乎。惣而謂之、不達其本源者、多溺彼末流焉。只須染志於古風、不可假歩於邪径者耶。三代集以後得其意者、僅不過数輩。其或有昇堂不入室、況頃年以来哉。歎息有餘。 （現代語訳）ところが、世は軽薄な時代となり、人は華美に流れて、和歌の真の意義を知らず、ひたすら色好み・数奇心をあらわす手段と考えるようになった。近代の悪習として、言葉はますます巧みにますます細やかになり、思うところはただ美しく作り飾る事のみに専念する。古語を盗用し、あでやかな言葉を偽り並べ、つくろい立て詠作し、ひるがえって根本の精神には無知である。或いは反対に、低俗で洗練されないいやしい言葉で、無作法にも拙劣な内容を述べ、歌としての姿がどうあるべきかを考えもしない。いずれの詠風も、見るに足りぬものである。飾りけのない誠実さは人情道理の根本であり、これに従ってよい事は当然である。しかし歌としての情趣のあり方を理解せず、むやみに無技巧にのみ走るのは、文学創作の精神ではない。雅びな心や巧みな言葉は華麗な美しさであり、不満とし批判する所は何もないようである。しかしその面白さにひかれて、かりそめにも不必要な技巧を弄すれば、上品で正しい本来の歌の姿を失う。またその歌体を丈高い昔の風に学ぶ時は、言外の深情を漂わせにくく、表現を細やかに詳しくと心がければ、わずらわしく卑小な詠み口に陥りやすい。強く正しければ肩肘張ったようだし、あでやかに美しいのもまた弱く無気力という欠点を生ずる。こういう諸形式を諭じて行けば、繁雑できりがない。結局、外見と実質がしっくり釣り合って、内容と表現が巧まずして合致する、といった境地は、言葉では学べず自然に感得すべきものだろう。どうして筆舌で説きつくす事ができようか。結論として言うならば、その根本精神に達していない者は、大方末流になずんで大成しない。ただ必要とするところは志を古代の正風にかけ、邪まな道に踏み入らぬよう心するばかりであろう。三代集以後、こうした精神を体得した人物は僅か数名にすぎない。すぐれた歌人と認められていても、その真髄に達していない者も多い。ましてや、最近の作者においては問題外である。いくら嘆息しても足りない次第である。 為救此頹風、逈温元久故事、適合風雅者、鳩集而成編。天下無可棄之言、故、博釆徧訪、自上古至当世、集而録之、命曰風雅和歌集。茲惟、握図自推運数、脫蹤不為神仙、猶雖有万機渉諮詢、既而得三漏多間暇。矧復煙気早收、春馬徒逸崋山之風。霜刑不用、秋荼空朽草野之露。衆巧已興、庶績方熙。雖片善而必挙、傷一物之失所、故嗟此道久廢、俗流不分涇渭。所以有此撰。非偏採華詞麗藻兮壮一時之観、專欲挙正風雅訓兮遺千載之美者也。于時貞和二年十一月九日、概立警策、因記大綱云爾。 （現代語訳）このような衰退した有様を救わんが為に、遥かに元久年間、後鳥羽院新古今集親撰の故事にならって、詩経の風雅の道にかなう作品を收集して編纂した。およそ天下に切り棄ててよい言葉はない。故に広く採りあまねく訪ねて、上古から当代に至るまで、集めて記録し、名づけて風雅和歌集という。さて、考えてみるに、国のはかりごとを握る天子として自ら国運を押しひらき、退位した今も俗界を離れず、なお政務万端の諮詢にあずかる身ではあるが、さすがに夜半の間暇の時を得た。それのみならず、戦火の煙は早々に收まり、春駒は美しい山野の風光に興じて走る。峻厳な刑も必要がなくなり、はびこった秋の雑草は空しく草原の露と消えた。万民の業はおしなべて盛んになり、多くの功績がまさに広まっている。ささやかな善事も必ずほめたたえ、ただ一物でもその所を得ない事を憂える。それゆえに、歌道が久しく廃れて、一般の風潮が善悪を分ち得ぬ現状を残念に思う。これが、この撰集を成す所以である。単に華やかな言葉、美しい章句をもって当代的な外観だけを誇示するのではない。専ら王道による厳正な詩歌を賞揚して、千年の後にその美を遺さんとするものである。時に貞和二年十一月九日、ほぼ主要部分の編纂を終えた。よって撰集精神の概要を示し、かつ編纂方針の基本を記すこと、以上の如くである。 |

## 注解
- 岩佐美代子『風雅和歌集全注釈』笠間書院（上中下）
- 次田香澄・岩佐美代子校注『玉葉集風雅集攷』三弥井書店
- 井上宗雄校注・訳『新編日本古典文学全集49　中世和歌集』小学館。抜粋